# 耶穌聖心

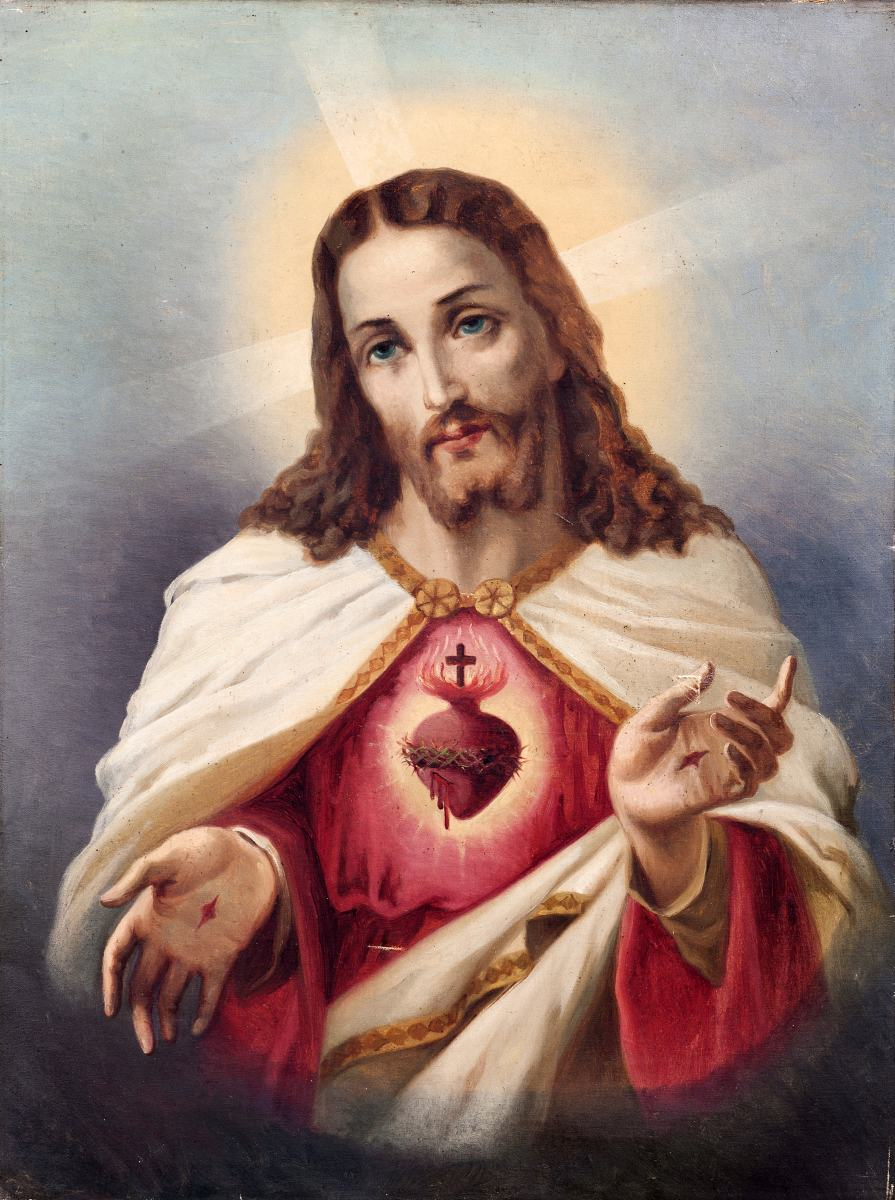
耶稣及聖心的態像

耶穌聖心（英語：Sacred Heart of Jesus）是天主教著名的敬禮，以耶穌的心露於外，繞以茨冠，並有傷痕，上有火焰，表示耶穌對世人之大愛，藉以呼籲世人賠補己罪，並彼此相愛。這種敬禮，主要用於天主教會、圣公会、路德會和一些西方禮正教會等。拉丁禮天主教會在聖神降臨節後的第三個星期五慶祝耶穌聖心節。耶穌聖心的十二個承諾也很受歡迎。

## 典故
法國的聖若望‧歐德（St. John Eudes，生於1610年）熱心傳播對耶穌聖心及聖母無玷之心敬禮，首先倡導舉行聖心慶節。
1673年11月27日，耶穌首次顯現給修女瑪加利大·瑪利亞·亞拉高（Saint Marguerite Marie Alacoque），對她說：「我要透過妳，把聖心顯示給人，並把聖寵分施給人。」此後一連十八個月，不時顯現給她，並對她講解恭敬聖心的要義，大意是：「人人應當恭敬耶穌聖心，才能把冷漠無情的心暖化起來；恭敬聖心最好的方法，就是常常賠補聖心在聖體內所受的凌辱，也就是在每月的首瞻禮六（星期五），妥善做好準備，恭領聖體。」公元1675年6月10日，耶穌最後一次顯現給貞女，並把聖心披露出來（形狀如教會准印的耶穌聖心像），對她說：「看，我的聖心多麼愛人！但人卻是以傲慢、褻贖、冷酷無情的硬心對待我！所以妳應當告訴人恭敬聖心的要義，並在聖體節以後第八日的瞻禮六，對聖心舉行特別的敬禮。」（教會據此，訂定耶穌聖心節）耶穌並對瑪加利大恩許，恭敬耶穌聖心的人，將賜給他們「十二項殊恩」。
耶穌會的真福高隆汴（Claude De La Colombiere）促進了對這瞻禮的敬禮。教宗克萊孟十三世批准有關這瞻禮日的彌撒和大日課經文。1856年庇護九世把遵守這敬禮廣傳到普世教會去。

## 耶穌聖心瞻禮
- 基督聖體聖血節後八日的星期五（或聖神降臨節後第二主日後星期五，通常為6月中），是為耶穌聖心瞻禮，又名耶穌聖心節。
- 每個月的第一個星期五為首瞻禮六。
- 每年六月為耶穌聖心月，會傳統上以一種特殊的方式用於崇敬耶穌聖心。人們會舉行彌撒、九日敬禮和誦讀虔誠的祈禱文來紀念耶穌聖心。

### 聖時
瑪加利大·瑪利亞·亞拉高表示，她曾在一次神視中看到耶穌，祂吩咐她每週四晚上花一小時作補贖，並祈禱默想祂在革責瑪尼園的痛苦。
這項實踐後來在天主教徒之間廣為流傳，並發展為「聖時」的敬禮傳統——信友們在聖體臨在中，以祈禱或朝拜聖體的方式，度過一小時的虔誠時光。

### 十二項殊恩
根據瑪加利大的神視，耶穌在顯現中向她保證，凡敬禮祂至聖聖心者，將獲得特殊恩寵。其中最後一項被稱為「大殊恩」，是針對實踐連續九個月「首星期五敬禮」的人所應許的臨終悔改之恩。
1. 我將賜予他們在其生活狀況中所需的一切恩寵。
2. 我將賜予他們家庭中和平與安寧。
3. 在一切困難中，我將親自安慰他們。
4. 我將在他們生前及臨終時成為他們堅固的避難所。
5. 我將豐厚地祝福他們的一切事業。
6. 罪人們在我聖心內，將找到慈悲的源泉與無限的憐憫之汪洋。
7. 冷淡的心靈將被點燃熱火。
8. 熱心的靈魂將迅速達至完善的聖德。
9. 我將祝福所有敬奉與展示我聖心的地方和家庭。
10. 我將賜予司鐸感化最頑固人心的能力。
11. 傳揚這項敬禮的人，他們的名字將永遠銘刻在我聖心中。
12. 在我聖心無限慈悲中，我向你保證：我全能之愛將賜予那些連續九個月、每月首個星期五領聖體的人最終悔改的恩寵：他們不會死於天主震怒中，也不會在未領聖事的情況下離世；在臨終時，我的心將是他們最后的栖身之所。

## 耶穌聖心堂
1688年，貞女瑪加利大所屬的「往見會修院」，以耶穌聖心的名，建造首座「耶穌聖心堂」。此後，世界各地亦有許多教堂以耶穌聖心為主保，見耶穌聖心堂。
- 苑裡耶穌聖心堂
- 基隆耶穌聖心堂
- 开封耶稣圣心主教座堂

## 相关作品
- 徐光启《獻心頌》